# Neocichla gutturalis
Neocichla gutturalis е вид птица от семейство Скорецови (Sturnidae), единствен представител на род Neocichla.

## Разпространение
Видът е разпространен в Ангола, Замбия, Малави и Танзания.